# Гилиям (окръг, Орегон)
Окръг Гилиям (на английски: Gilliam County) е окръг в щата Орегон, Съединени американски щати. Площта му е 3168 km², а населението - 1915 души (2000). Административен център е град Кондън.

## Градове
- Арлингтън
- Лоунрок